# Hans Backe
Hans "Hasse" Backe,  född 14 februari 1952 i Luleå, är en svensk före detta fotbollstränare och numera kommentator i TV.
Backe har under sin tränarkarriär bland annat vunnit fyra danska mästerskap (i AaB och FC Köpenhamn).

## Karriär
Backes fotbollskarriär började som ung i AIK. Han har sedan tränat stockholmsklubbarna AIK, Hammarby, Djurgården och Tyresö FF, samt ett flertal klubbar i Norge och Danmark. Därutöver är Backe en av få svenska fotbollstränare som gjort karriär utanför Norden; han har varit huvudtränare för Austria Salzburg i Österrike och Panathinaikos i Grekland samt biträtt Sven-Göran Eriksson i Manchester City i England. Uppdraget i Grekland blev kort då Backe fick sparken efter endast fyra matcher. Både före och efter Greklandssejouren var Backe verksam som expert på TV 4.
Från 2007 fram till slutet av 2009 samarbetade Backe med Sven-Göran Eriksson och Tord Grip i Manchester City, mexikanska fotbollslandslaget och Notts County FC. Den 7 januari 2010 meddelade det amerikanska fotbollslaget New York Red Bulls i Major League Soccer att Backe har skrivit på ett kontrakt med laget.
Hans Backe blev chefstränare för Finlands herrlandslag i fotboll den 1 januari 2016. Knappt ett år senare fick han sparken efter en lång rad dåliga resultat. För närvarande är Backe expertkommentator åt TV4/C More.